# 50,000,000 Elvis Fans Can't Be Wrong
50,000,000 Elvis Fans Can't Be Wrong: Elvis' Gold Records – Volume 2  es el noveno álbum y el segundo álbum recopilatorio del músico y cantante estadounidense Elvis Presley, publicado por la compañía discográfica RCA Victor en noviembre de 1959 período en el cual Elvis se encontraba enlistado en el servicio mititar en Alemania.
El álbum recoge una variedad de sencillos publicados entre 1958 y 1959, de dos grabaciones realizadas en junio de 1958 en los RCA Studios de Nashville, Tennessee y los Radio Recorders de Hollywood, California. El compilado logró alcanzara el puesto # 31 en la lista estadounidense Billboard 200 y fue certificado como disco de platino por la RIAA.

## Contenido
Gold Records Vol. 2 contiene cada sencillo, tanto su cara  A como su cara B, publicados por Presley entre 1958 y 1959, con la excepción de "Hard Headed Woman" y "Don't Ask Me Why", ambos publicados previamente en el álbum King Creole. Todos los sencillos alcanzaron el top 5 en la lista Billboard Hot 100, mientras que sus respectivas caras B llegaron al menos al top 40. En la década de 1950, un disco era certificado como oro tras vender un millón de copias, en lugar de las 500 000 unidades necesarias para ser certificado durante la década de 1970. 

## Carátula y legado
La portada del álbum es una de las imágenes más famosas y representativas de Elvis, vestido con su clásico traje de lamé dorado que también utilizaría en diversas presentaciones de la segunda mitad de los años 50s hasta el concierto en Pearl Harbour en marzo de 1961. 
La famosa foto de portada, con múltiples imágenes de Elvis vistiendo el traje de lamé dorado diseñado por Nudie Cohn ha sido copiada muchas veces, ya sea en diseño o al menos en su título. Dichas portadas de álbumes inspiradas en el trabajo de Elvis incluyen:
- "50 Phil Ochs Fans Can't Be Wrong!" de Phil Ochs[7]
- Elvis Costello and the Attractions con su álbum titulado exactamente igual al de Presley "50,000,000 Elvis Fans Can't Be Wrong"[8]

- Body Wishes, álbum de 1983 del cantante británico Rod Stewart.[9]
- Blues Traveler en 1994 con su algo más humilde "1.000.000 of people can't be wrong"[10]
- La banda alemana Blumfeld con su segundo álbum de estudio L'Etat Et Moi[11]
- El box set de Bon Jovi 100,000,000 Bon Jovi Fans Can't Be Wrong de 2004
- Soulwax con su "50,000,000 of Soulwax's fans can't be wrong" de 2005[12]

## Lista de canciones
| Cara A |                                           |                                             |                         |          |                       |                   |          |
| No.    | Título                                    | Escritor(es)                                | Grabación               | Catálogo | Publicación           | Posición en lista | Duración |
| 1.     | "I Need Your Love Tonight"                | Bix Reichner, Sid Wayne                     | 10 de junio de 1958     | 47-7506b | 10 de marzo de 1959   | 4                 | 2:04     |
| 2.     | "Don't"                                   | Jerry Leiber, Mike Stoller                  | 6 de septiembre de 1957 | 47-7150  | 7 de enero de 1958    | 1                 | 2:48     |
| 3.     | "Wear My Ring Around Your Neck"           | Bert Carroll, Moody Russell                 | 1 de febrero de 1958    | 47-7240  | 1 de abril de 1958    | 2                 | 2:13     |
| 4.     | "My Wish Came True"                       | Ivory Joe Hunter                            | 6 de septiembre de 1957 | 47-7600b | 23 de junio de 1959   | 12                | 2:33     |
| 5.     | "I Got Stung"                             | David Hill, Aaron Schroeder                 | 11 de junio de 1958     | 47-7410b | 21 de octubre de 1958 | 8                 | 1:49     |
| Cara B |                                           |                                             |                         |          |                       |                   |          |
| No.    | Título                                    | Escritor(es)                                | Grabación               | Catálogo | Publicación           | Posición en lista | Duración |
| 1.     | "One Night"                               | Dave Bartholomew, Pearl King, Anita Steiman | 23 de febrero de 1957   | 47-7410  | 21 de octubre de 1958 | 4                 | 2:29     |
| 2.     | "A Big Hunk O' Love"                      | Aaron Schroeder, Sidney Wyche               | 10 de junio de 1958     | 47-7600  | 23 de junio de 1959   | 1                 | 2:12     |
| 3.     | "I Beg of You"                            | Rose Marie McCoy, Cliff Owens               | 23 de febrero de 1957   | 47-7150b | 7 de enero de 1958    | 8                 | 1:50     |
| 4.     | "(Now And Then There's) A Fool Such As I" | Bill Trader                                 | 10 de junio de 1958     | 47-7506  | 10 de marzo de 1959   | 2                 | 2:36     |
| 5.     | "Doncha' Think It's Time"                 | Luther Dixon, Clyde Otis                    | 1 de febrero de 1958    | 47-7240b | 1 de abril de 1958    | 15                | 1:54     |